# Миронов, Олег Орестович
Оле́г Оре́стович Миро́нов (5 июня 1939, Пятигорск, Ставропольский край, РСФСР, СССР — 1 сентября 2020) — российский юрист, Уполномоченный по правам человека в Российской Федерации в 1998—2004 годах. Депутат ГД ФС РФ I и II созывов (КПРФ), доктор юридических наук, профессор. Заслуженный юрист Российской Федерации (1999).

## Биография
Родился 5 июня 1939 года в Пятигорске Ставропольского края.
Окончил Саратовский юридический институт имени Д. И. Курского в 1963 году, аспирантуру этого института в 1967 года, доктор юридических наук, профессор; действительный член Академии социальных наук; в 1956—1959 годах работал токарем Виноградненской МТС Северо-Осетинской АССР, затем инструктором горного туризма в Северо-Кавказском экскурсионном управлении в Пятигорске; после окончания института работал следователем в милиции городов Пятигорска и Железноводска; 1965—1982 — ассистент, преподаватель, доцент, заведующий кафедрой государственного права Саратовского юридического института; 1982—1991 — профессор, декан, заведующий кафедрой государственного строительства и права, проректор по научной работе Саратовской ВПШ (Поволжского социально-политического института); 1991—1993 — профессор кафедры конституционного права Саратовского юридического института; в 1993 и в 1995 годах избирался депутатом Государственной Думы Федерального Собрания РФ первого и второго созывов, был членом фракции КПРФ, членом Комитета по законодательству и судебно-правовой реформе, депутатом Парламентского Собрания Союза Белоруссии и России, членом Комиссии Межпарламентской Ассамблеи государств — участников СНГ по правовым вопросам; с 1993 года — член ЦИК, с 1995 года — член ЦК КПРФ; 22 мая 1998 года в результате тайного голосования Государственной Думой был назначен на должность Уполномоченного по правам человека в Российской Федерации; Заслуженный юрист РФ; опубликовал свыше 200 научных работ (монографии, статьи, главы в учебниках) по проблемам конституционного права, теории государства и права, политологии, среди них монографии «Механизм действия Советской Конституции», «Право на защиту», «Гражданин России. Историко-правовой очерк»; женат, имеет сына; мастер спорта СССР по горному туризму.
После назначения Уполномоченным по правам человека публично заявил о готовности сотрудничать с известными правозащитниками С. Ковалевым, В. Борщёвым, Ю. Рыбаковым, специально для которых О. Миронов намерен создать экспертный совет при Уполномоченном. Однако, по мнению ряда экспертов, главной проблемой, с которой Миронов столкнется на этом поприще, будет именно неприязнь правозащитников к нему, как к недавнему члену КПРФ, который вышел из партии, только после назначения на новый пост.
В 2002 году Генеральной ассамблеей Европейского института омбудсмена О. О. Миронов первым из правозащитников государств бывшего Советского Союза избран членом совета директоров Европейского института омбудсмена.
Умер в 2020 году. Похоронен на Троекуровском кладбище.

## Награды
- Заслуженный юрист Российской Федерации (1999)[2]
- Почётная грамота Президента Российской Федерации (2008)[3]
- Мастер спорта СССР по горному туризму[4]

## Сочинения
- Очерки государственного правозащитника. — М.: Современная гуманитарная академия, 2009.